# حمنة بنت سفيان
حمنة بنت سفيان بن أمية بن عبد شمس والدة كل من الصحابيين سعد بن أبي وقاص وعمير بن أبي وقاص، كانت من المعارضين للإسلام، فقد حاولت منع ابنها سعد بن أبي وقاص من الدخول فيه فنزلت فيها الآية رقم 15 من سورة لقمان.

## اسمها ونسبها
هي حمنة بنت سفيان بن أمية بن عبد شمس بن عبد مناف بن قصي بن كلاب بن مرة بن كعب بن لؤي بن غالب بن فهر بن مالك بن النضر بن كنانة بن خزيمة بن مدركة بن إلياس بن مضر بن نزار بن معد بن عدنان.

## عائلتها
أمها بنت أبي السرح الحارث بن حبيب بن جذيمة بن نصر القرشي، وهي عمة الصحابي عبد الله بن سعد بن أبي السرح.
لحمنة من الإخوة والأخوات أختها أم حكيم بنت سفيان بن عبد شمس وهي جدة عبد الله بن نوفل بن الحارث بن عبد المطلب بن هاشم، وأخيها طليق بن سفيان بن أمية بن عبد شمس بن عبد مناف.
تزوجت من أبي وقاص مالك بن أهيب بن عبد مناف بن زهرة بن كلاب، وأنجبت منه أربعة أولاد، سعد وهو من العشرة المبشرين بالجنة وأحد أصحاب الشورى، وعتبة الذي قيل أنه لم يسلم بل مات على الكفر، وعامر أحد السابقين إلى الإسلام والمهاجرين إلى الحبشة، وعمير أحد شهداء غزوة بدر.

## موقفها من الإسلام
كانت حمنة من المعارضين للإسلام، فقد عارضت ابنها عامر لما أسلم معارضةً شديدة إذ لقي منها ما لم يلق أحد من قريش من الصياح به والأذى فهاجر من مكة إلى أرض الحبشة، وحاولت صرف ابنها سعد عن الدخول في الإسلام إذ روى عامر بن سعد بن أبي وقاص عن أبيه سعد أنه قال: «جئت من الرمي، فإذا الناس مجتمعون على أمي حمنة بنت سفيان بن أمية بن عبد شمس، وعلى أخي عامر حين أسلم فقلت ما شأن الناس، قالوا هذه أمك تُعطي الله عهدًا ألا يُظِلّها ظل ولا تأكل طعامًا، ولا تشرب شرابًا حتى يدع الصباوة، فأقبل سعد حتى تخلّص إليها، فقال علي يا أُمّه، فاحلفي قالت لِمَ، قال لأن لا تستظلي في ظل ولا تأكلي طعامًا، ولا تشربي شرابًا، حتى تري مقعدك من النّار فقالت إنّما أحلف على ابني البر»، فنزل فيها قوله تعالى: ﴿وَإِنْ جَاهَدَاكَ عَلَى أَنْ تُشْرِكَ بِي مَا لَيْسَ لَكَ بِهِ عِلْمٌ فَلَا تُطِعْهُمَا وَصَاحِبْهُمَا فِي الدُّنْيَا مَعْرُوفًا وَاتَّبِعْ سَبِيلَ مَنْ أَنَابَ إِلَيَّ ثُمَّ إِلَيَّ مَرْجِعُكُمْ فَأُنَبِّئُكُمْ بِمَا كُنْتُمْ تَعْمَلُونَ ۝١٥﴾ سورة لقمان، آية: 15.
وفي رواية عن المقدام بن شريح، عن أبيه عن سعد بن أبي وقاص قال: «كنت برًا بأمي، فلما أسلمت قالت: يا سعد! ما هذا الذي أراك قد أحدثت؟ لتدعن دينك هذا أو لا آكل ولا أشرب حتى أموت فتعير بي، فيقال: يا قاتل أمه، قلت: لا تفعلي يا أُمة إني لا أدع ديني هذا لشيء، فمكثت يومًا لا تأكل ولا تشرب وليلةً، وأصبحت وقد جهدت، فلما رأت ذلك قلت: يا أمه تعلمين -والله- لو كانت لك مائة نفس فخرجت نفسًا نفسًا ما تركت ديني، إن شئتِ فكلي أو لا تأكلي».